# Chouchou (テレビ番組)
『chouchou』（シュシュ）は、2017年4月16日から2019年1月20日までテレビ朝日で毎週日曜 1:00 - 1:30 （土曜深夜、JST）に放送されていたトークバラエティ番組。正式タイトルは、「シュシュ（chouchou）お気に入り」。

## 概要
「江戸、幕末、明治、大正」時代などの庶民のグルメや流行、本など、「庶民の文化」について「今の人たちに知ってほしい」という目線で紹介。
最初の頃は数に制限なく、テーマに基づいてピックアップしていたが、回が進むにつれて最も注目されたものを3つに絞り、それに対するものも番組内で並行に取り上げるようになった。後に今後注目されるものや、昭和、平成時代に流行したグルメ・旅行・本・ペット・日用品・ゲームなども取り上げている。2018年9月2日放送分から、VTRで紐解く内容に変更となった。
「chouchou」は、フランス語で「お気に入り」を意味している。
スタジオでは、夏目三久を中心に、能町みね子、ゲストの3人でVTRとともに、トークも交えて番組を進行している。回によっては、それに関する物が設置されたりすることがある。途中で当時流行った料理の試食やクイズ、写真撮影、アーケードゲーム、健康グッズなどの道具を使った実践体験等も行うこともある。
ゲストは、その分野に関する専門家や研究家、大学教授など様々である。2人登場した回もあり、10月8日放送分の番組進行は、前半、中盤、後半の3つに分け、前半と中盤はその専門のゲストが登場し、後半だけは違う専門のゲストが入れ替わって登場したケースもある。また、専門家以外でも、大好きという理由でゲスト出演したケースもある。
新旧ともに注目されたものを3つに絞れなかった回もあり、2018年1月21日放送分の「江戸のご当地グルメ」では4つ。2018年5月13日放送分の「江戸の輸送」では2つ紹介したことがある。

## 出演者
- 夏目三久（MC）
- 能町みね子

## ナレーション
- 平野義和
- 中村希美

## 放送リスト
- ここでは、回、放送日、内容、スタジオゲスト、ピックアップを表記。
- ピックアップに関しては、番組で主にその時代や場所で最も注目を浴びた人物、作品、グルメ等を記載。

## ネット局
| 放送対象地域 | 放送局                | 系列           | 放送日時                     | 放送開始日    | ネット状況 | 脚注   |
| ------------ | --------------------- | -------------- | ---------------------------- | ------------- | ---------- | ------ |
| 関東広域圏   | テレビ朝日（EX）      | テレビ朝日系列 | 日曜 1:00 - 1:30（土曜深夜） | 2017年4月16日 | 制作局     |        |
| 長野県       | 長野朝日放送 (abn)    | テレビ朝日系列 | 火曜 0:55 - 1:25 (月曜深夜)  | 2017年4月25日 | 遅れネット |        |
| 福島県       | 福島放送（KFB）       | テレビ朝日系列 | 金曜 0:50 - 1:20（木曜深夜） | 2017年5月5日  | 遅れネット |        |
| 愛媛県       | 愛媛朝日テレビ（eat） | テレビ朝日系列 | 土曜 1:50 - 2:20（金曜深夜） | 2017年7月15日 | 遅れネット | [ 42 ] |

## スタッフ
- 企画：奥川晃弘
- 構成：都築浩、樋口卓治、穂坂友宏、上野耕一郎、佐藤啓、後藤祐生
- TM：高田格
- TD：渡辺晃一
- カメラ：蝦名岳文
- 音声：吉田有希
- VE：菅野明弘
- 照明：湯浅洋一
- 美術：小山晃弘
- デザイン：豊田裕基
- 美術進行：吉村純子（tv asahi create）
- 大道具：三宅紀之
- 装飾：塚谷将朗
- CGタイトルデザイン：福田隆之
- イラスト：亀山瞳、K-WORK、グレートインターナショナル
- 歴史CG制作：デキサホールディングス（奥山正次）、ゲイン（横山敦子）、永見康明、ピラミッドフィルム、ハッピープロジェクト、PDlC、PDトウキョウ、トランスビジョン、アイズ
- EED：川崎剛史、木原浩司、三浦崇、青木宏憲、宮城史弥、田中満里奈
- MA：大形省一（ビデオ・パック・ニッポン）、高橋正敏、公文竜之介（TSP）
- 音響効果：佐藤卓嗣
- TK：船木玉緒
- 編成：西岡佐知子、山本文隆
- 宣伝：高橋夏子
- デスク：石田涼子
- 協力：東京オフラインセンター
- リサーチ：フルタイム、パレット
- AD：日比谷彩未、林寛隆、黒須めぐみ
- AP：木山達朗
- 制作協力：田辺エージェンシー
- ディレクター：山本希江、坂田和隆、真船潤、酒井謙之、高橋洸一
- チーフディレクター：井長英嗣
- プロデューサー：佐宗威史、伊部千佳子
- ゼネラルプロデューサー：樋口圭介
- 制作著作：テレビ朝日

### 過去のスタッフ
- 構成：小杉四駆郎、梅田道人、羽柴拓、飯塚大悟
- TM：太田憲治
- 美術進行：奥田裕美
- 編成：大沢解都、北村麻美、小鴨翔
- AP：河村由香
- ディレクター：小川真紀、萩原雄祐

## 主題歌
- CHVRCHES 「Leave A Trace」[43]
- あいみょん「愛を伝えたいだとか」[44]
- あいみょん「マトリョーシカ」[45]
- ポルカドットスティングレイ「人魚」[46]
- そのうちやる音「ビート フレグランス マジカル ザ ファンタジー ハーレークイーン ニュースペースサイダー ミュージック オン ザ ビーム」[47]